# La Physique depuis vingt ans

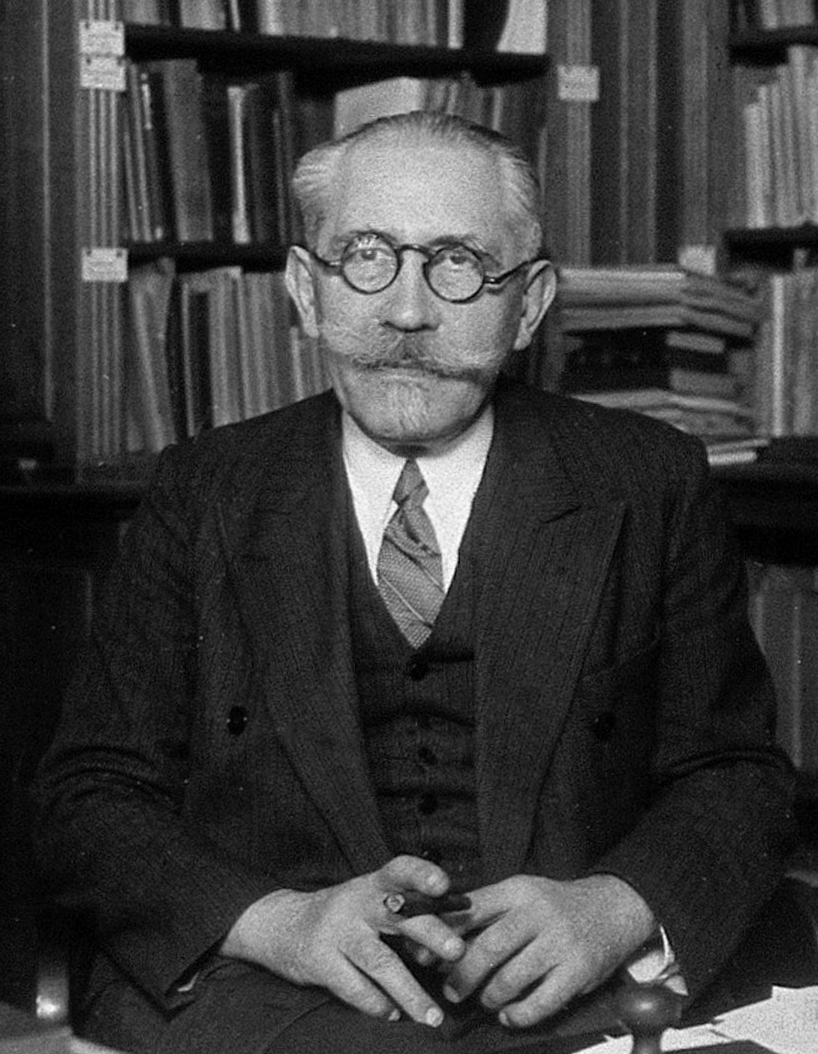
Paul Langevin (1872-1946).

La Physique depuis vingt ans est un recueil de textes scientifiques et épistémologiques de 453 pages de Paul Langevin, édité en 1923, par les éditions Gaston Doin dans la collection « Bibliothèque d'histoire et de philosophie des sciences » dirigée par Abel Rey,,.
En son temps, l'ouvrage servait de source de vulgarisation scientifique dans de nombreuses revues disponibles sur Gallica, et Langevin a permis très tôt de vulgariser, entre autres, la théorie du champ unifié en France grâce à ce type d'ouvrage.

« Aucun des aspects de la théorie physique contemporaine n'est étranger à M. Langevin qui les a réunis dans un livre : La physique depuis vingt ans. »

— Henri Fontenelle, Le professeur Langevin à l'Académie des sciences (1934) 

## Présentation
Il se compose de textes techniques mais simples d'accès, sur le comportement des électrons, l'électromagnétisme et la relativité restreinte, de textes philosophiques en langage clair sur l'espace, le temps ou la causalité, et de textes éducatifs sur l'enseignement de la science. 
Il fait partie d'une encyclopédie scientifique dirigée par Édouard Toulouse et dont le secrétaire était Henri Piéron. 
Il n'a pas été réédité au format papier mais l'ensemble des textes est disponible sur Wikisource ainsi que sur Google Books, et on peut trouver le recueil dans les livres d'occasion ou dans un format numérique,,.

## Composition de l'ouvrage
- La physique des électrons
- Les grains d'électricité et la dynamique électromagnétique
- La théorie cinétique du magnétisme et les magnétons
- La Physique du discontinu
- L'Évolution de l'espace et du temps
- Le Temps, l'espace et la causalité dans la physique contemporaine
- L'Inertie de l'énergie et ses conséquences
- Les Aspects successifs du principe de relativité
- L'Esprit de l'enseignement scientifique